# Moura (Queensland)
Moura is een plaats in de Australische deelstaat Queensland en telt 1774 inwoners (2006).